# 茅島みずき
茅島 みずき（かやしま みずき、2004年〈平成16年〉7月6日 - ）は、日本の女優、モデル。長崎県長崎市出身、アミューズ所属。

## 経歴
7歳から本格的に習っていたゴルフでプロを目指していたが、小学6年生のころ、全国大会で納得のいく結果が出せず落ち込んでいた時に、母親からの勧めで受けた人生初のオーディションで2017年に芸能プロダクション「アミューズ」が開催したオーディション「アミューズ 全県全員面接オーディション2017 〜九州・沖縄編〜」で3,224名の中からグランプリを獲得し、芸能界入りを果たす。
2019年3月30日に開催された「第28回 東京ガールズコレクション 2019 SPRING / SUMMER」でモデルデビュー。同年4月、ネクストブレイク女優の登竜門としても注目される「ポカリスエット」のCMに起用される。同年7月、BS日テレのドラマ『恋の病と野郎組』でヒロイン役を務め、ドラマおよび本格的女優デビュー。
2020年8月28日、『青くて痛くて脆い』で映画初出演。
2021年2月1日、ファッション誌『Seventeen』3月号から同誌の専属モデルに加入した。同年3月、『ロミオとジュリエット』のヒロイン・ジュリエット役で舞台初出演。同年11月、「女優登竜門」と目される「全国高等学校サッカー選手権大会」の17代目応援マネージャーに就任。
2022年2月27日から3月27日まで放送された『卒業式に、神谷詩子がいない』（日本テレビ系「Zドラマ」）で連続ドラマ初主演を務めた。
2023年4月20日、「若手女優の登竜門」とされる結婚情報誌『ゼクシィ』の14代目CMガールに起用される。
2025年4月2日、自身が主演を務めるドラマ『霧尾ファンクラブ』（中京テレビ・日本テレビ系）の主題歌「ローファー。」でアーティストデビューを果たす。同曲は、リーガルリリーのたかはしほのかが作詞作曲を担当。
2025年7月1日発売の『Seventeen』夏号をもって同誌の専属モデルを卒業。
2025年8月1日配信開始の『エリカ』（FOD）でも主演と主題歌（「distortion」）を担当。

## 人物
- 名前の「みずき」は母親が入院していた産婦人科医院の庭にハナミズキの花が咲いていたことから、祖母が命名した[21]。
- 特技はゴルフでベストスコア70。小学校2年生の頃、祖父がゴルフをしていて、3学年上の兄がやるとなると兄にも影響され[21]、よくわからないながらも始め、プロを目指していた[4]。小6の時は長崎予選を一位で通過し、全国大会へも出場した[21]。
- 好きな食べ物はイカ、嫌いな食べ物は納豆[5]。
- 好きな男性のタイプは、クールな人、あまり優しくない人[5]。
- 座右の銘は「報われるまで努力する」[22]。
- 負けず嫌いを自認する[5]。
- 鈴木福とは堀越高等学校の同級生だった[23]。
- 誕生日が1年違いの同じ日である、齊藤なぎさと旅行するなど仲が良い[24]。

## 出演
※ 主演のものは太字で表示

### テレビドラマ
- ポイズンドーター・ホーリーマザー 第3話「罪深き女」（2019年7月20日、WOWOW） - 中学生 役
- 恋の病と野郎組 第1話・第9話・最終話（2019年7月20日、9月14日・21日、BS日テレ） - 第1話ヒロイン・原アスカ 役[25]
- 不要不急の銀河（2020年7月23日、NHK総合） - 柚木夕香 役[26]
- メンズ校（2020年10月8日 - 12月23日、テレビ東京） - ヒロイン・鷹野エリカ 役[27][注 1]
- ここは今から倫理です。（2021年1月16日 - 3月13日、NHK総合） - 逢沢いち子 役[28]
- 刑事7人 Season7 第5話（2021年8月18日、テレビ朝日） - 朝山美央 役[29]
- 連続テレビ小説 おかえりモネ 第97回 - 第100回・第118回（2021年9月28日 - 10月1日・27日、NHK） - 水野一花 役[30]
- SUPER RICH（2021年10月14日・11月4日・11日・12月9日・23日、フジテレビ） - 春野真子 役[31]
- ゴシップ #彼女が知りたい本当の○○ 第5話（2022年2月3日、フジテレビ） - 沢宮結奈 役[32][33]
- 卒業式に、神谷詩子がいない（2022年2月27日 - 3月27日、日本テレビ） - 主演・神谷詩子 役[14][34]
- 大分発地域ドラマ「君の足音に恋をした」（2022年3月23日、NHK BSプレミアム） - ヒロイン・工藤美咲 役[35][36]
- 教祖のムスメ（2022年6月3日（2日深夜） - 7月15日（14日深夜）、毎日放送 / 6月2日 - 7月14日、テレビ神奈川 他） - 主演・桐谷沙羅 役[37]
- 早朝始発の殺風景 第1話・第5話・最終話（2022年11月4日・12月2日・9日、WOWOW） - 煤木戸 役[38]
- ヒロイン誕生!ドラマチックなオンナたち 第8話（2022年12月5日、NHK総合） - 主演・山口小夜子 役 / レポーター[39]
- 相棒 season21 元日スペシャル（2023年1月1日、テレビ朝日） - 大門寺寧々 役[40]
- 明日、私は誰かのカノジョ シーズン2（2023年5月17日 - 6月28日、毎日放送・TBS） - 主演・相馬留奈 / 伊織 役[41]
- 合理的にあり得ない〜探偵・上水流涼子の解明〜 第8話（2023年6月5日、関西テレビ・フジテレビ）- 上水流涼子（高校時代）役[42]
- 最高の教師 1年後、私は生徒に■された（2023年7月15日 - 9月23日、日本テレビ） - 西野美月 役[43][44]
- 対ありでした。〜お嬢さまは格闘ゲームなんてしない〜（2024年6月17日 - 7月15日、読売テレビ） - 主演・深月綾 役[45]
- あの子の子ども（2024年6月25日 - 9月17日、関西テレビ・フジテレビ） - 矢沢望 役[46]
- 素晴らしき哉、先生!（2024年8月18日 - 10月6日、朝日放送テレビ・テレビ朝日） - 沢井谷玲奈 役[47][48][49]
- 霧尾ファンクラブ（2025年4月3日 - 6月5日、中京テレビ・日本テレビ） - 主演・三好藍美 役[50]

### 配信ドラマ
- 対ありでした。〜お嬢さまは格闘ゲームなんてしない〜（2023年5月19日 - 7月7日、Lemino） - 主演・深月綾 役[51]
- 3年後の僕たちは[注 2] 第9話（2023年9月20日、TVer） - 西野美月 役[52]
- 拝啓、大人になる貴方へ[注 2]（2023年9月23日・30日、Hulu） - 西野美月 役[53]
- 【推しの子】（2024年11月28日 - 12月5日、Amazon Prime Video） - 黒川あかね 役[54][55][56]
- エリカ（2025年8月1日 - 、FOD） - 主演・閉野恵里桂 役[19]

### 映画
- 青くて痛くて脆い（2020年8月28日、東宝） - 川原里沙 役[57]
- 藍に響け（2021年5月21日、アンプラグド） - 道長神乃 役[58]
- 女子高生に殺されたい（2022年4月1日、日活） - 沢木愛佳 役[59][60]
- サバカン SABAKAN（2022年8月19日、キノフィルムズ） - 由香 役[61]
- スパイスより愛を込めて。（2023年6月2日、ブロードメディア） - ヒロイン・瑞目莉久 役[62]
- 交換ウソ日記（2023年7月7日、松竹） - 松本江里乃 役[63]
- 【推しの子】-The Final Act-（2024年12月20日、東映） - 黒川あかね 役[55][56]
- サンセット・サンライズ（2025年1月17日、ワーナー・ブラザース映画） - 玉木桜子 役[64]
- 山田くんとLv999の恋をする（2025年3月28日、KADOKAWA） - 椿ゆかり 役[65]
- てっぺんの向こうにあなたがいる（2025年10月31日公開予定、キノフィルムズ） - 北山悦子（青年期） 役[66][67]

### 舞台
- ロミオとジュリエット（2021年3月29日 - 4月18日、東京グローブ座 / 4月21日 - 25日、梅田芸術劇場シアター・ドラマシティ[68]） - ヒロイン・ジュリエット 役[69]

### MV
- Lucky Kilimanjaro「初恋」（2019年8月7日）
- NOMELON NOLEMON「night draw」（2022年3月6日）
- Uru「君の幸せを」（2023年11月22日）
- 大泉洋「キラーチューン!」（2025年8月18日）[70]

### ファッションショー
- 東京ガールズコレクション
  - 第28回 東京ガールズコレクション 2019 SUMMER / SPRING（2019年3月30日、横浜アリーナ）
  - TGC KUMAMOTO 2019 by TOKYO GIRLS COLLECTION（2019年4月20日、グランメッセ熊本）[71]
  - SDGs推進 TGC しずおか 2020 by TOKYO GIRLS COLLECTION（2020年1月11日、ツインメッセ静岡）
  - 第30回 マイナビ 東京ガールズコレクション 2020 SPRING/SUMMER（2020年2月29日、代々木第一体育館）
  - 第31回 マイナビ 東京ガールズコレクション 2020 AUTUMN/WINTER（2020年9月5日、さいたまスーパーアリーナ）
  - 第32回 マイナビ 東京ガールズコレクション 2021 SPRING/SUMMER（2021年2月28日、代々木第一体育館）
  - 第33回 マイナビ 東京ガールズコレクション 2021 AUTUMN/WINTER（2021年9月4日、さいたまスーパーアリーナ）
  - 第34回 マイナビ 東京ガールズコレクション 2022 SPRING/SUMMER（2022年3月21日、代々木第一体育館）
  - 第35回 マイナビ 東京ガールズコレクション 2022 AUTUMN/WINTER（2022年9月3日、さいたまスーパーアリーナ）
  - TGC KITAKYUSHU 2022 by TOKYO GIRLS COLLECTION（2022年11月19日、西日本総合展示場）
  - SDGs推進 TGC しずおか 2023 by TOKYO GIRLS COLLECTION（2023年1月14日、ツインメッセ静岡）
  - oomiya presents TGC WAKAYAMA 2023 by TOKYO GIRLS COLLECTION（2023年2月11日、和歌山ビッグホエール）
  - 第36回 マイナビ 東京ガールズコレクション 2023 SPRING/SUMMER（2023年3月4日、代々木第一体育館）
  - 第37回 マイナビ 東京ガールズコレクション 2023 AUTUMN/WINTER（2023年9月2日、さいたまスーパーアリーナ）[72]
  - CREATEs presents TGC KITAKYUSHU 2023 by TOKYO GIRLS COLLECTION（2023年10月7日、西日本総合展示場新館）[73]
  - 第38回 マイナビ 東京ガールズコレクション 2024 SPRING/SUMMER（2024年3月2日、代々木第一体育館）[74]
  - 第39回 マイナビ 東京ガールズコレクション 2024 AUTUMN/WINTER（2024年9月7日、さいたまスーパーアリーナ）[75]
  - 第40回 マイナビ 東京ガールズコレクション 2025 SPRING/SUMMER（2025年3月1日、代々木第一体育館）[76]
- ガールズアワード
  - 第21回 Rakuten GirlsAward 2022 SPRING/SUMMER（2022年5月14日、幕張メッセ）
  - 第22回 Rakuten GirlsAward 2022 AUTUMN/WINTER（2022年10月8日、幕張メッセ）

### その他
- NNNドキュメント 50周年特番 あなたは、いま幸せですか?（2020年2月3日、NNN系列局[注 3]） - ナビゲーター[77]
- 痛快TV スカッとジャパン （フジテレビ）
  - 第176回 ファミリースカッと「おじいちゃんのお小遣い」（2019年8月12日） - みなみ 役[78]
  - 第219回 ウソみたいなホントの話スカッと「お弁当を置き忘れ人生が激変」（2020年10月12日） - 坂口明日香 役
  - 第243回 胸キュンスカッと「ジンクスが生まれた!応援団長との秘めた恋」（2021年6月14日） - 副団長・西田真湖 役
- 第100回全国高等学校サッカー選手権大会（2021年12月28日 - 2022年1月10日） - 17代目応援マネージャー[12]
- あいみょん18祭 1000の双葉（2022年3月23日、NHK総合） - ナレーション[79]
- シャルル オーディオドラマ「とてもいい世界の終わり」（2023年5月22日、ニッポン放送） - 主演・はなえ 役[80]

### CM
- スクウェア・エニックス『ドラゴンクエストX オンライン』オールインワンパッケージ（2018年7月25日 - 2019年1月22日）
- 駿台中等部（2019年1月 - ）
- 大塚製薬 ポカリスエット（2019年4月12日 - 2020年）[6]
- 資生堂
  - 「Japanese Beauty」（2019年）
  - 「SHISEIDO ピコ」（2020年）
  - 「ANESSA ポケモン限定パッケージ」（2021年）
  - 「SHISEIDO サンケア アーバントリプルビューティーサンケアエマルジョン」（2022年）
  - 「ANESSA ブライトニングUVジェル N」（2023年） - 日本除くアジア地域での展開
  - 「ANESSA ナイトサンケア 夜のUVケア、誕生。」「ANESSA ナイトサンケア 24時間サンケアの新習慣」篇（2024年）
  - 「ANESSA パーフェクトUV ブラッシュオンパウダー これが本命、塗り直しUV。」篇（2025年）
  - 「ELIXIR AIスキンアナライザー」（2025年）
- TVer
  - 「gorin.jp 訴求」篇（2019 - 2021年）
  - 「gorin.jp オリンピックはTVer」篇（2021年）
  - 「gorin.jp 冬のオリンピックもTVer」篇（2022年）
- エディオン「MacFair」「MacBook Air。それは、自分の可能性を広げてくれる。」篇（2020年）
- 三菱重工
  - 「サステナブルドッグ」篇（2021年）
  - 「カーボンニュートラル」篇（2021年）[81]
- 積水ハウス「少女の成長」篇（2021年）
- Y!mobile「スマホ持つか持たないか裁判」（2021年）
- アマノ
  - 「AMANOの道」篇（2022年）[82]
  - 「時間と空気のエンジニア」篇（2023年）[83]
- サントリー 企業広告「大人じゃん・ここからだね04」（2023年）[84]
- リクルートマーケティングパートナーズ「ゼクシィ」（2023年・2024年）[15][16][85]
- 味の素 粥粥好日 ブランドアンバサダー（2023年 - ）[86]
- GU イメージキャスト（2023年）[87]

### WEB
- ELLE girl オンライン（2019年、ハースト婦人画報社）[88]
- WWD JAPAN （2019年5月1日配信、INFASパブリケーションズ）[89]

- the fashion post 
  - 茅島みずきとDIOR vol.1（2019年7月8日配信、ウィークデー）[90]
  - 茅島みずきとDIOR vol.2（2019年7月16日配信、ウィークデー）[91]
  - 茅島みずきとDIOR vol.3（2019年7月22日配信、ウィークデー）[92]
  - 茅島みずきとDIOR vol.4（2019年7月29日配信、ウィークデー）[93]
  - 茅島みずきが着るシャネル、クルーズの風そよいで vol.1（2021年12月4日配信、ウィークデー）[94]
  - 茅島みずきが着るシャネル、クルーズの風そよいで vol.2（2021年12月6日配信、ウィークデー）[95]
  - 茅島みずきが着るシャネル、クルーズの風そよいで vol.3（2021年12月9日配信、ウィークデー）[96]
  - 花の都に恋して。茅島みずきがシャネルと過ごした夢のような1日（2023年3月30日配信、ウィークデー）[97]

- 「アエラスタイルマガジン」（朝日新聞出版）
  - 女優・茅島みずき、ベストスコアは70!（2020年4月24日） - インタビュー（前編）[98]
  - 茅島みずき プロゴルファーを目指したのち女優へ（2020年5月1日） - インタビュー（後編）[99]
- 「girls walker」（W TOKYO） 注目女優 茅島みずき、本日16歳の誕生日!貴重な幼少写真公開 生い立ちやターニングポイント明かす（2020年7月6日） - インタビュー[100]

### スチール・広告
- 東海堂Arome 「Cake Little」(2019年7月)
- repipi armario（2019年）
- ADAM ET ROPE' agnes b. pour ADAM ET ROPE' 2019 AUTUMN / WINTER COLLECITON（2019年）
- 靴下屋 2019 WINTER COLLECITON（2019年）
- スワロフスキー （朝日新聞 2019年12月13日朝刊掲載）
- 千總 振袖 2020年新作コレクション（2019年 - 2020年）
- JINS 2020 SPRING / SUMMER COLLECITON（2020年）
- ヨウジヤマモト プリュス ノアール 2020 年春夏コレクション（2020年）
- MASTER BUNNY EDITION 2020 SPRING / SUMMER COLLECITON（2020年）
- 資生堂 コーポレート広告（2021年）

### イベント
- Seventeen 夏の学園祭
  - Seventeen 夏の学園祭2021（2021年8月18日）- オンライン開催
  - Seventeen夏の学園祭2022（2022年8月25・26日、LINE CUBE SHIBUYA）
  - Seventeen夏の学園祭2023（2023年8月23日、東京ドームシティ プリズムホール）[101]
- 舞台 Bling Bling by Seventeen（2022年3月24日・25日、新宿区立新宿文化センター 大ホール）- 2部ファッションショーのみ出演

## 書籍

### 雑誌連載
- Seventeen（2021年2月1日 - 2025年7月1日、集英社） - 専属モデル
- Myojo（2021年5月21日 - 、集英社）

## ディスコグラフィ

### シングル（配信）
- ローファー。（2025年4月2日、作詞・作曲 リーガルリリー たかはしほのか）[17]